# 中国工农红军战斗序列
中国工农红军自1927年8月1日南昌起义後成军，至1930年1月，初步形成了统一的战斗序列，直至1937年改编为八路军和新四军，列入中华民国国民革命军统一的战斗序列中。

## 红一方面军
- 红一军团
  - 红三军
  - 红四军 (红一方面军)
  - 红十二军

- 红三军团
  - 红五军
  - 红八军
  - 红十六军

- 红五军团
  - 红十三军
  - 红十四军
  - 红十五军

- 红七军团（原红十军）

- 红八军团

- 红九军团

- 红三十五军

- 少共国际师（红十五师）

## 红二方面军
- 红二军团
  - 红二军
  - 红六军

- 红六军团

- 红三十二军

## 红四方面军
- 红四军 (红四方面军)，由红一军和红十五军编成
- 红九军
- 红三十军
- 红三十一军
- 红三十三军

- 红三十四军

## 其他部队
- 红十军团（由红七军团和红十军编成）

- 红七军

- 红十五军团
  - 红二十五军
  - 红二十六军
  - 红二十七军

- 红二十八军

- 红二十九军

## 军团长、政委
中国工农红军先后成立过下列十个军团：
1军团：军团总指挥朱德、总政委毛泽东（1930-31年）；军团长林彪、政委聂荣臻（1932-37年）；
2军团：军团长贺龙，政委周逸群、邝继勋、段德昌、关向应。
3军团：军团长彭德怀，政委滕代远、杨尚昆，副军团长黄公略；
5军团：总指挥季振同，副总指挥赵博生，军团长董振堂，政委李卓然；
6军团：军团长萧克，政委王震；
7军团：军团长萧劲光、寻淮洲，政委萧劲光（兼）、乐少华；
8军团：军团长周昆，政委黄甦；
9军团：军团长罗炳辉，政委蔡树藩、何长工；
10军团：军政委员会主席方志敏，军团长刘畴西，政委乐少华；
15军团：军团长徐海东，政委程子华。